# Brasilsat B3
O Brasilsat B3 foi um Satélite de comunicação geoestacionário brasileiro pertencente a família Brasilsat, que foi construído pela Hughes, atualmente ele está localizado em 63,2 graus de longitude oeste, em órbita inclinada, de onde atende a demanda crescente de telefonia de diversas operadoras, principalmente para o interior do Brasil. Foi operado pela Embratel Star One, uma empresa subsidiária da Embratel. O satélite foi baseado na plataforma HS-376W e sua expectativa de vida útil era de 12 anos.

## Objetivo
O satélite Brasilsat B3 foi lançado para atender a grande demanda do mercado brasileiro e levar comunicação via satélite para algumas cidades da Região Amazônica, que ainda não tinha acesso a serviços via satélite, essas localidades ficaram pela primeira vez conectadas ao Brasil e ao mundo. Além disso, o B3 desafogou o satélite Brasilsat B2, que passou a ser usado nas transmissões de TV aberta ou por assinatura, serviços de telefonia e transmissão de dados.

## História
Brasilsat é um grupo de satélites brasileiros destinados a fornecer comunicações via satélites, principalmente para o Brasil. Em fevereiro de 1998, ocorreu o lançamento do satélite Brasilsat B3, atualmente ele está localizado em 63,2 graus de longitude oeste, em órbita inclinada, de onde atende a demanda crescente de telefonia de diversas operadoras, principalmente para o interior do País. O satélite é um dos pioneiros a transmitir sinal digital, sendo que 100% da programação eram exibidos no novo sistema. A cobertura do Brasilsat B3 é nacional e os canais que eram transmitidos por ele eram na maioria abertos.
O Brasilsat B3 foi o terceiro satélite lançado da segunda geração de satélites de comunicações do Brasil, que são o resultado de esforços conjuntos de engenharia e manufatura nos Estados Unidos e no Brasil. A nova série de satélites foram chamados de Brasilsat B. A antiga empresa estatal brasileira Embratel, posteriormente privatizada, assinou um contrato em agosto de 1990 para a construção dos dois primeiros satélites da série, o Brasilsat B1 e o Brasilsat B2. Em dezembro de 1995, com os novos satélites em órbita e não conseguindo dar conta da demanda de clientes, a Embratel decidiu lançar um terceiro satélite, o Brasilsat B3. O quarto e último satélite da série, o Brasilsat B4, foi ordenado em junho de 1998. O Brasilsat B3 foi operado diretamente pela Embratel até no final de 2000, quando foi criada a Star One uma então subsidiária da mesma, que foi destinada a administração da antiga frota de satélites da Embratel.
Após o satélite ter sido lançado em fevereiro de 1998, o mesmo foi colocado na posição orbital de 65 graus de longitude oeste para testes, onde ele permaneceu até o mês de abril do mesmo ano quando foi movido para 84 graus oeste, local que o mesmo permaneceu até agosto de 2008, quando foi transferido para 75 graus oeste, o Brasilsat B3 permaneceu nesta posição em órbita geoestacionária normal até abril de 2012, quando foi colocado em órbita inclinada. O satélite foi movido para 92 graus oeste em janeiro de 2013, e em janeiro de 2017 ele foi colocado na posição orbital de 63,2 graus oeste em órbita inclinada. O Brasilsat B3 permaneceu nesta posição até 10 de agosto de 2018, quando saiu de serviço e foi enviado para a órbita cemitério.
O seu substituto na posição orbital de 75 graus oeste para continuar com as transmissões de rádio e TV foi o satélite Star One C3, que foi lançado no final de 2012, e está cobrindo o Brasil e países vizinhos na América do Sul.

## Lançamento
O satélite foi lançado com sucesso ao espaço no dia 4 de fevereiro de 1998, por meio de um veículo Ariane 44LP a partir do Centro Espacial de Kourou, na Guiana Francesa, juntamente com o satélite Inmarsat-3 F5. Ele tinha uma massa de lançamento de 1.757 kg.

## Capacidade e cobertura
O Brasilsat B3 era equipado com 28 transponders em banda C para prestar serviço de comunicação de áudio e vídeo para o Brasil.

## Ligações internas
- Sobre o satélite Brasilsat B3, Embratel Star One.